# حسين أباد خاني (دهسرد)
حسین أباد خاني (بالفارسية: حسین‌آباد خانی) هي قرية تقع في إيران في قسم دهسرد الريفي. يقدر عدد سكانها بـ 112 نسمة .